# Lébény
Lébény (németül: Leiden, latinul: Quadrata vagy Stailuco) város Győr-Moson-Sopron vármegyében, a Mosonmagyaróvári járásban, félúton Mosonmagyaróvár és Győr között. Itt található hazánk egyik legépebben fennmaradt román stílusú monostortemploma, melynek építése 1208-ban kezdődött.

## Fekvése
Lébény a Hanság, a Rábaköz és a Mosoni-síkság határán fekszik, Győrtől északnyugatra 26 kilométerre, Mosonmagyaróvártól délkeletre 19 kilométerre, az 1-es főút és az M1-es autópálya mellett.
A közvetlenül határos települések: észak felől Károlyháza és Kimle, északkelet felől Mecsér, kelet-délkelet felől Mosonszentmiklós, dél felől Győrsövényház, délnyugat felől Tárnokréti és Rábcakapi, nyugat felől Jánossomorja, északnyugat felől pedig Újrónafő.
Központján délnyugat-északkeleti irányban a 8417-es út vezet végig, ez köti össze az 1-es főúttal, a sztráda itteni csomópontjával és ellenkező irányban a 85-ös főút enesei szakaszával is, azon túl a 83-as út téti szakaszával, amely irányból Pápa térségéből is megközelíthető. Öttevénnyel a 8501-es, Tárnokrétin át Rábcakapival a 8528-as út köti össze, előbbi irányból érhető el a legkönnyebben a megyeszékhely Győr felől. Közigazgatási határszélét egy rövid szakaszon érinti még az 1-es főutat Mosonszentmiklóssal összekötő 8504-es út is, ez utóbbi azonban a lakott területeit elkerüli.
A hazai vasútvonalak közül a Budapest–Győr–Hegyeshalom–Rajka-vasútvonal érinti, melynek legközelebbi megállási pontja Lébény-Mosonszentmiklós vasútállomás, közigazgatásilag már Mosonszentmiklós területén, a 8417-es és a 8504-es utak találkozásától nem messze; közvetlen közúti elérését ez utóbbi út biztosítja.

## Története
Lébény területe az őskortól kezdve folyamatosan lakott hely volt. Az újabb kőkortól a bronz- és vaskoron keresztül követhetjük itt az ember nyomait. A késői vaskorban itt élt kelták lakóházmaradványait is feltárták az ásatások során.
Amikor időszámításunk szerint 9-ben Tiberius, a későbbi császár, meghódította Pannóniát, a mai Lébény területén katonai tábort és polgári települést létesített. A rómaiakat felváltó hunok után gótok, majd longobárdok éltek a vidéken, őket az avarok követték. Ezt a kereszténnyé lett avar népességet, s az idők folyamán közéjük szivárgott kisszámú szlávot találták itt honfoglaló őseink a 9.–10. század fordulóján. Az ismételt ásatások során feltárt régészeti leletek egyértelműen bizonyítják, hogy a környék, s maga Lébény is, a honfoglalás idején is lakott hely, nem is jelentéktelen település volt.
A középkorban már 1208-ban említették a települést, nevét akkor már Libinnek írták.
1529-ben a Bécs ellen vonuló török csapatok felgyújtották a templomot, amelynek kőboltozata beomlott. A romos templomot, és monostort a bencések elhagyták és biztonságos helyet keresve a győrszentmártoni apátságba vonultak.
1631-ben egy végrendeletnek köszönhetően a templom, a monostor a jezsuiták tulajdonába került, akik felújították a romos épületeteket. 1683-ban a törökök feldúlták a kolostort és felégették a falut, amelyet újra a jezsuiták újítottak meg. Időközben a község lakosságát súlyos pestisjárvány tizedelte.
1805-ben kilenc francia huszár jelent meg Lébényben, és az 1809-es kismegyeri csatát követően 170 francia eltartásáról kellett gondoskodnia a lakosságnak. 1836-ban a jobbágysors zendüléshez vezetett, eredménytelenül, hiszen a hatóságok az elégedetlenkedőket börtönbüntetésre ítélték. 1841-ben tűzvész emésztette a községet, leégett 96 ház a hozzátartozó melléképületekkel, istállókkal együtt. Nagy károkat szenvedtek a középületek, a két iskola és a két (római katolikus Szent Jakab és az evangélikus) templom is.
Az 1848–49-es forradalom és szabadságharcban 160 férfi harcolt, az otthon maradottakat kolera tizedelte.
Az 1850-es években Sina János cukorgyárat hozott létre, amely a századfordulóig üzemelt.
A századfordulón nagy fellendülés jellemzi Lébényt, előrelépés történt a szántóföldi növénytermesztésben, később minőségi állattenyésztés vette kezdetét. A fellendülést az első világháború szakította meg, amely sok anyagi és emberi áldozatot követelt a falutól: 300 fiatal frontszolgálatos közül 170-en veszítették életüket a harcmezőkön
A két világháború közti időszakban a lébényi parasztságot a 2600 holdas Wenckheim-birtok fojtogatta, az uradalom azonban az 1929-es gazdasági világválságot követően eladósodott.
A második világháború a település számára is súlyos veszteségeket okozott, 1944 nyarán 10 zsidó családot hurcoltak el, a háborúban elesettek száma 129 fő. A front áthaladását követően megalakult Földosztó Bizottság és Wenckheim Pál földbirtokát 480 család között osztották szét.
1963-ban, majd 1966-ban felépült a gimnázium épülete is, az oktatás 1977-ig működött.
Államigazgatásilag Lébény önállóan működött 1973-ig, amikor egyesült Mosonszentmiklóssal, és a Lébénymiklós nevet vette fel, majd 1979-ben Mecsér is csatlakozott társközségként. Mosonszentmiklós 1988. december 31-én, Mecsér az 1990-es önkormányzati választások után vált külön; Lébény pedig újra önálló – saját óvodát, iskolát üzemeltető – nagyközség lett; 2013. július 15-ével pedig a közigazgatási és igazságügyi miniszter javaslatára városi címet kapott.

## Közélete

### Polgármesterei
- 1990–1994: Wesztergom Viktor (független)[5]
- 1994–1998: Csaplár Zoltán (független)[6]
- 1998–2002: Csaplár Zoltán (független)[7]
- 2002–2006: Csaplár Zoltán (független)[8]
- 2006–2010: Kovács Gábor (független)[9]
- 2010–2014: Kovács Gábor (független)[10]
- 2014–2019: Kovács Gábor (független)[11]
- 2019–2024: Kovács Gábor (független)[12]
- 2024– : Nátz Miklós (független)[2]

## Népesség
A település népességének változása:
| Lakosok száma | 3147 | 3137 | 3232 | 3370 | 3140 | 3220 | 3230 |
|               | 2013 | 2014 | 2015 | 2021 | 2022 | 2023 | 2024 |

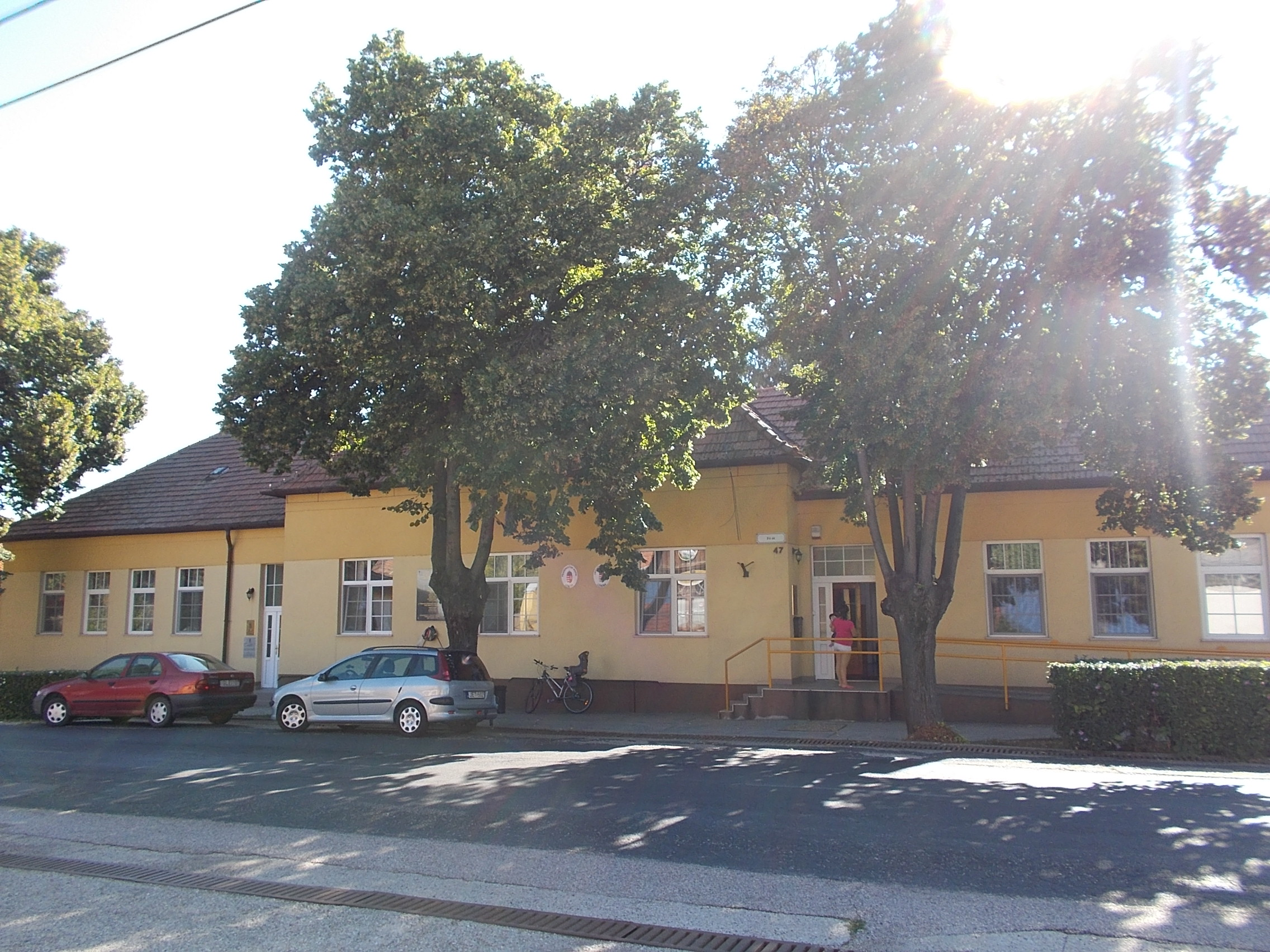
Városháza

A 2011-es népszámlálás során a lakosok 85,6%-a magyarnak, 4,3% németnek mondta magát (14% nem nyilatkozott; a kettős identitások miatt a végösszeg nagyobb lehet 100%-nál). A vallási megoszlás a következő volt: római katolikus 54,7%, református 1%, evangélikus 15%, görögkatolikus 0,1%, felekezeten kívüli 3,9% (25,1% nem nyilatkozott).
2022-ben a lakosság 93,6%-a vallotta magát magyarnak, 2,8% németnek, 0,3% románnak, 0,2% cigánynak, 0,2% ukránnak, 0,1% bolgárnak, 1,2% egyéb, nem hazai nemzetiségűnek (6,1% nem nyilatkozott; a kettős identitások miatt a végösszeg nagyobb lehet 100%-nál). Vallásuk szerint 42,7% volt római katolikus, 10,9% evangélikus, 2,1% református, 0,2% görög katolikus, 0,1% ortodox, 0,4% egyéb keresztény, 1,1% egyéb katolikus, 6,5% felekezeten kívüli (35,8% nem válaszolt).

## Nevezetességei

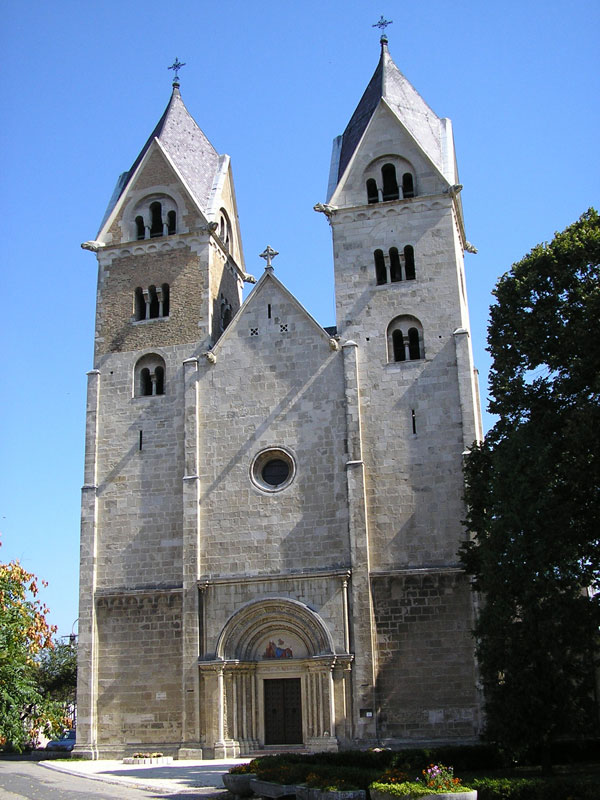
A Szent Jakab templom

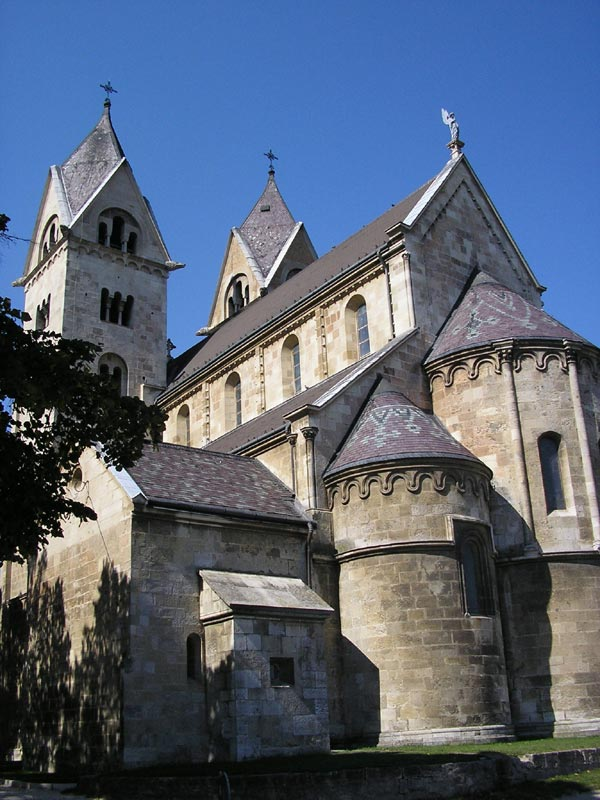
A Szent Jakab templom hátulról

### Benedek-rendi apátsági templom
A falu története elválaszthatatlanul összefonódik az itteni műemléktemplom történetével. A templom első okleveles említése 1199-ből való, amikor a birtokot Imre király visszaadta Saul kalocsai érsek Poth és Chepán nevű testvéreinek. A már meglévő monostor birtokjogát az 1208-as keltezésű oklevél erősíti
A Győr nemzetségbeli testvérek végrendeletileg a Benedek-rendi szerzetesekre hagyják a monostort, és a Idősebb Szent Jakab apostol tiszteletére épített kéttornyos, háromhajós, háromapszisos nemzetségi templomot. A szláv névadás szerint Lybin (Lebenj)-nek nevezett falut a tatárok pusztították el 1242-ben, de a templomot nem tudták bevenni. 1271-ben a cseh Ottokár király hadai pusztítása nyomán csak a templom és az apátsági épület maradt meg. A falu az apátsági birtokkal együtt ezután az óvári várbirtok urainak kezébe került, majd 1478-ban Mátyás király visszaadta a birtokot a Benedek-rendieknek.
A templom A Hédervári család adományaként – 1202-1208 közt épült apátsági temploma talán elsőnek fogta össze a magyarországi román stílusalakulást a bencések jellegzetes módján.
Alaprajza keletelt, háromhajós, keresztház nélküli, hajónként egy vonalra helyezett félkörös szentélyekkel záródik. Felépítése bazilikális, átmenő boltozatú (a 17. században megújított boltozattal), két nyugati toronnyal, kegyúri karzattal, fő- és déli oldalkapuval. A tornyok alsó szintje – a hazai elrendezésre jellemzően – a templomtérbe kapcsolódott, és csak az északi toronyba utólag beépített lépcső miatt falazták el az egyiknél.
A megrongált templom barokk sisakokat kapott, 1858-65 és 1872-79 közt pedig Essenwein nürnbergi építész purisztikus elvek szerint restaurálta, tornyait csürlős sisakképzéssel számottevően felmagasította.
Figyelemre méltó a zárt épülettömegének tömör megjelenése, mely különösen az apszisok felől világosan érzékelteti a belső tér bazilikális, és szentélyekkel bővülő alakítását. Ez az egyszerű, félreérthetetlen kifejezésmód olasz befolyás érvényesülését mutatja, az egyébként szinte ugyanolyan mértékben érzékelhető francia hatással szemben. Mértéktartó, inkább szűkszavú falfelületeiből leghangsúlyosabban gazdag tagozású és díszítésű főkapuzata emelkedik ki, mely az esztergomi kapu-típus magasfejlettségű képviselőjeként értékelhető
Az apátsági rendház a török hódoltság alatt elpusztult.

### További nevezetességei
- Evangélikus templom
- Szent Antal kápolna
- Temetőkápolna
- Pálos rendház
- Szent Flórián emlékmű
- Nepomuki Szent János szobor
- I. világháborús emlékmű
- II. világháborús emlékmű
- Római mérföldkő
- Millecentenáriumi emlékoszlop
- Millenniumi kettős kereszt
- Szent István szobor
- Töllősi-erdő

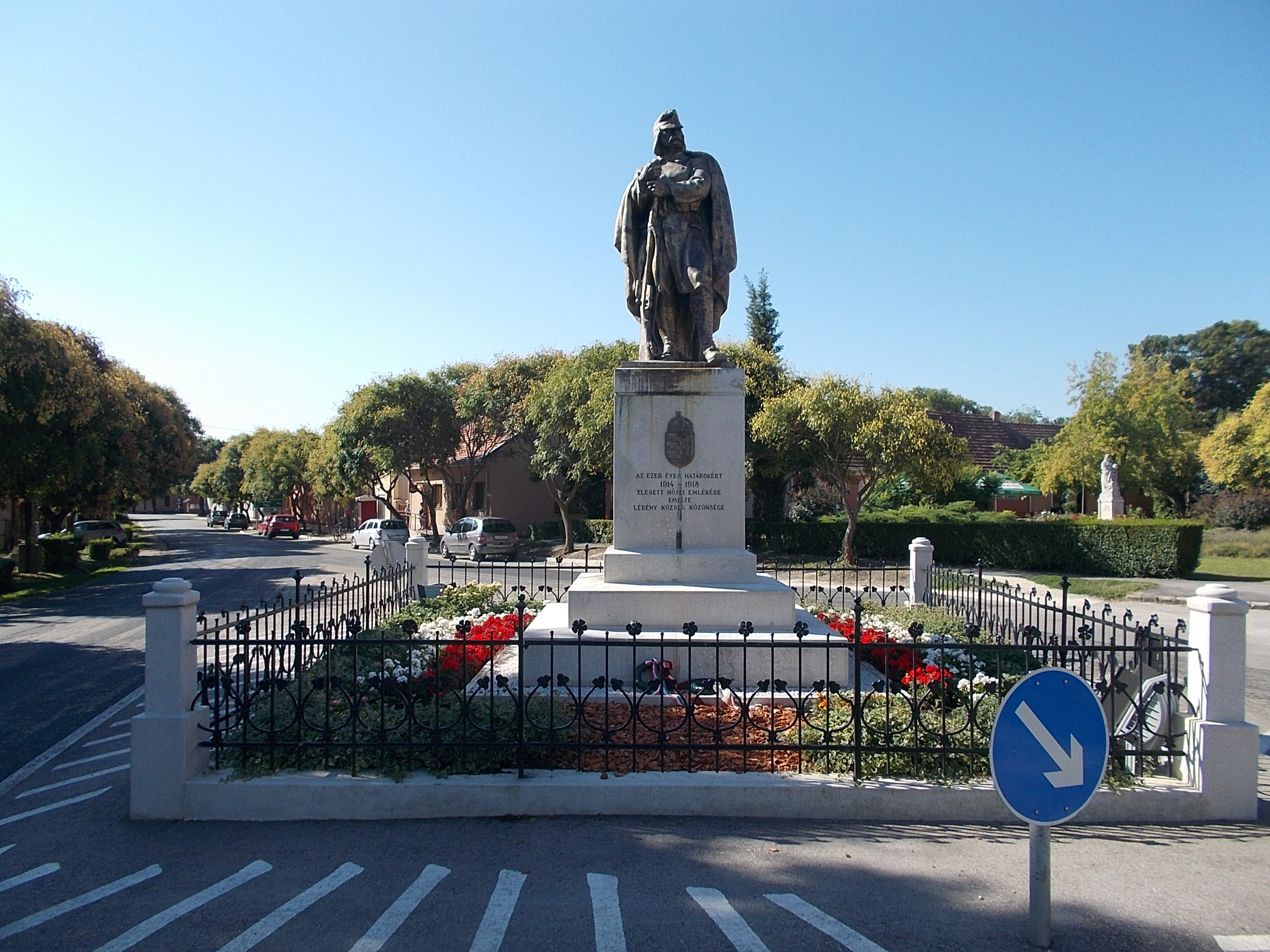
I. világháborús emlékmű

- Némelyik helyen található egykori parasztház
- "Pesti srácok" szobor
- Wesztergom Imre sírja a helyi katolikus temetőben

### Nevezetes lébényiek
Lébény szülöttei
- Kováts István (1866–1945) evangélikus lelkész, egyháztörténész
- Losonczy György (1905–1972) Kossuth-díjas operaénekes
- D. Szebik Imre (1939) evangélikus lelkész

Lébény lakói
- Jány Gusztáv (1883–1947) katonatiszt, a helyi iskola tanulója
- Pápai Lajos (1940) római katolikus pap, győri megyés püspök, a lébényi iskola tanulója

Lébényi temető halottjai
- Wesztergom Imre (? – 1956. október 26.) A Mosonmagyaróvári sortűz egyik vétlen áldozata. Élt 20 évet.
- Poppr Emil (1896-1923) A Mária Terézia Katonai Rend lovagkeresztes vitéze, Aranysarkantyús vitéz, Arany Vitézséggi éremmel (etc.) kitüntetett tartalékos hadnagy.[15]